# Mesoleptus fasciatus
Mesoleptus fasciatus là một loài tò vò trong họ Ichneumonidae.